# Diplotaxis squamisetis
Diplotaxis squamisetis är en skalbaggsart som beskrevs av Juan A. Delgado och Capistran 1992. Diplotaxis squamisetis ingår i släktet Diplotaxis och familjen Melolonthidae. Inga underarter finns listade i Catalogue of Life.